# Fred Wacker
Fred Wacker (n. 10 iulie 1918 - d. 16 iunie 1998) a fost un pilot de curse auto american care a evoluat în Campionatul Mondial de Formula 1 între anii 1953 și 1954.